# Инкунабула
Инкуна́була (от на латински: incunabula – „люлка“, „начало“) се наричат първите печатни книги, издавани в Европа от началото на книгопечатането, положено с Библията на Гутенберг, до 1 януари 1501 г. Те са в малки тиражи, обикновено от 100 до 300 екземпляра, а оцелелите до днес са редки. Инкунабулите, както и последвалите ги издания от вида палеотип, са предмет и обект на научна и колекционерска страст.

## Европейски печатници
Данните за европейските печатници на инкунабули са извлечени през 2007 г. от каталога Incunabula Short Title Catalogue (ISTC) на Британската библиотека. Те се отнасят към наличните към онзи момент екземпляри и трябва да се възприемат не като окончателни, а като приблизителни оценки, защото се появяват нови находки (например към май 2013 общият брой инкунабули е 28 395).
- Градове с печатници: Общият им брой е 282. Те са разположени в 18 страни (отчитайки съвременните граници). Според броя отпечатани екземпляри те се подреждат в намаляващ ред така: Италия, Германия, Франция, Нидерландия, Швейцария, Испания, Белгия, Англия, Австрия, Чехия, Португалия, Полша, Швеция, Дания, Турция, Хърватия, Черна гора и Унгария. В таблицата са посочени основните 20 печатници от 15 век:

| Град      | Брой книги | % от всички в ISTC |
| --------- | ---------- | ------------------ |
| Венеция   | 3,549      | 12.5               |
| Париж     | 2,764      | 9.7                |
| Рим       | 1,922      | 6.8                |
| Кьолн     | 1,530      | 5.4                |
| Лион      | 1,364      | 4.8                |
| Лайпциг   | 1,337      | 4.7                |
| Аугсбург  | 1,219      | 4.3                |
| Страсбург | 1,158      | 4.1                |
| Милано    | 1,101      | 3.9                |
| Нюрнберг  | 1,051      | 3.7                |
| Флоренция | 801        | 2.8                |
| Базел     | 786        | 2.8                |
| Девентер  | 613        | 2.2                |
| Болоня    | 559        | 2.0                |
| Антверпен | 440        | 1.5                |
| Майнц     | 418        | 1.5                |
| Улм       | 398        | 1.4                |
| Шпайер    | 354        | 1.2                |
| Павиа     | 337        | 1.2                |
| Неапол    | 323        | 1.1                |
| Общо      | 22,024     | 77.6               |

- Езици: инкунабулите са напечатани (в намаляващ ред на екземплярите) на 18 езика: латински, немски, италиански, френски, нидерландски, испански, английски, идиш, каталански, чешки, гръцки, църковнославянски, португалски, шведски, бретонски, датски, фризийски и сардински.
- Илюстрации: Илюстрации има една инкунабула от всеки десет (т.е. общо около 3,000) изпълнени с дървени или метални блокчета.
- Честота на срещане: Най-често се срещат екземпляри на Нюрнбергските хроники на Шедел („Liber Chronicarum“) от 1493, с общо 1250 оцелели екземпляра (тя е и най-илюстрирана). Средният брой запазени екземпляри е 18, което прави Библията на Гутенберг, с 48 или 49 запазени копия, доста често срещано издание, но това не намалява неговата ценност.
- Брой томове: Преброяването се затруднява от факта, че повечето библиотеки броят отделно всеки том от многотомните издания, като включват и екземпляри с по-малко от половината листа. Понякога една инкунабула може да съдържа до 10 тома.
- Формати: Разпределението по формати е следното: 2,000 broadsides, 9,000 folios, 15,000 quartos, 3,000 octavos, 18 12mos, 230 16mos, 20 32mos, and 3 64mos.
- Какстън: ISTC цитира 528 цели книги и 128 фрагмента, отпечатани от Уилям Какстън.
- Разпространение: Разпространението от Европа е основно към университетите на Северна Америка и Япония, но в последните пет века има сравнително малко движение на екземпляри. В Южното полукълбо не са печатани инкунабули а там се намират по-малко от 2000 книги, т.е. 97,75% се съхраняват на север от екватора.